# Via Dieci Giornate
Via Dieci Giornate è una via di Brescia che attraversa il centro storico cittadino in direzione nord-sud, partendo da piazza della Loggia per arrivare fino a corso Giuseppe Zanardelli. Il tracciato costeggia a est i frequentati portici, ricchi di negozi, e a ovest gli edifici adiacenti piazza della Vittoria.

## Storia
La via si forma a partire dal XIV secolo, quando i Visconti erigono le fortificazioni della Cittadella nuova per inglobare, in una cerchia muraria interna alla città, il cuore civile e religioso cittadino: piazza del Duomo con il Broletto, il Duomo nuovo e il Duomo vecchio. Scendendo dal castello, le mura seguivano il percorso oggi tracciato dalla via, poi svoltano verso est (corso Giuseppe Zanardelli) e quindi risvoltavano a nord (via Mazzini), per ricollegarsi al castello. La via, all'epoca, si configura come una strada lungo la fossa posta al piede delle mura viscontee, aperte da solamente tre accessi: porta Bruciata, porta Paganora e porta Santo Stefano.
Le mura cadono in disuso all'inizio del XVI secolo assieme al resto delle fortificazioni viscontee interne alla città, che vengono in gran parte demolite dai veneziani. Le fortificazioni della Cittadella nuova sopravvivono però alla distruzione, in quanto riutilizzate con funzione residenziale e commerciale dopo che gli stessi veneziani, come indennizzo per la "spianata", la demolizione di ogni edificio nel raggio di un chilometro e mezzo dalle mura cittadine per fini strategici, permettono l'utilizzo commerciale della fascia al piede delle mura dell'ex Cittadella nuova, nonché il diritto di appoggiare alle mura nuove costruzioni.
A testimonianza di questa prima fase si conserva un'eloquente testimonianza grafica dell'epoca: si tratta di un affresco di Floriano Ferramola dove è raffigurata la torre dell'Orologio, nella sua primitiva veste quattrocentesca, addossata alle mura merlate. La provvisoria sistemazione di inizio Cinquecento, consistente probabilmente in un'infilata di casupole lignee e di altri edifici che andavano a poco a poco sovrapponendosi alle mura inutilizzate, viene riformata da Pier Maria Bagnadore alla fine del secolo, che uniforma il fronte su piazza della Loggia con una grande quinta architettonica e lega il resto delle costruzioni sulla via con un unico porticato alla base lungo più di quattrocento metri. Le mura, pertanto, non vengono demolite, ma solamente riutilizzate per addossarci le nuove costruzioni.
Nel 1822 l'amministrazione comunale commissiona a Rodolfo Vantini la costruzione di un arco, noto come arco del Granarolo, che congiungesse i portici nel tratto dove questi venivano tagliati da via Giulio Bevilacqua, per evitare che i passanti si bagnassero in caso di pioggia.
Il contesto urbanistico della via, rimasto inalterato per i secoli successivi, muta radicalmente tra il 1927 e il 1932, quando l'intero lato ovest, dove si sviluppava il quartiere delle Pescherie, viene demolito per la costruzione degli edifici sul perimetro della nuova piazza della Vittoria, progettata da Marcello Piacentini nell'ambito dei più ampi lavori di revisione urbanistica del centro storico cittadino. La stessa via viene leggermente allargata e rettificata, arretrando di pochi metri il fronte dei nuovi edifici. Nonostante ciò, i nuovi edifici sono stati progettati in modo da mantenere l'assetto generale della via: due portali aperti verso piazza vittoria sono presenti in loco delle precedenti vie colleganti il quartiere delle pescherie a piazza del Duomo, e il posizionamento dei portici dell'hotel Vittoria ricalca quello dei portici del Granarolo.
La via, in occasione del 2023 e di Brescia capitale italiana della cultura, è stata oggetto, da parte dell'amministrazione comunale, di una totale pedonalizzazione e fornita di una nuova illuminazione. Una volta rimosso il cemento stradale in favore di porfido e sampietrini, in generale, è stato così rinnovato l'arredo urbano.

## Toponimo
La toponomastica della via era, in origine, spezzettata in una serie di denominazioni, benché fosse nota principalmente come "contrada del Granarolo", dato che nei suoi pressi e nei vicoli ad essa collegati si teneva il mercato delle granaglie, poi trasferito nell'Ottocento in piazzale Arnaldo. A questo periodo risale anche il nuovo e attuale toponimo della via, che è stata dedicata alle Dieci giornate di Brescia, importante episodio di resistenza cittadina contro gli occupanti austriaci nel 1849.